# Abuso minorile
L'abuso minorile, o abuso sui minori, è un comportamento nei confronti di minorenni, che consiste nel cagionare un danno psicologico, morale o giuridico. Le forme più frequenti di abuso sui minori sono: somatico (o fisico), psicologico (o emozionale), sessuale, violenza assistita e incuria.
Non sempre le distinzioni categoriali tra casi di abuso fisico, sessuale, psicologico e trascuratezza rispecchiano una realtà che spesso si presenta come molto complessa: è così possibile parlare di “forme miste” di abuso. 
Tali abusi fanno parte comunque della super-categoria delle "Esperienze Sfavorevoli Infantili". Provocano nel tempo disturbi da stress post traumatico.
L'abuso all'infanzia può essere definito come:
(Caffo E., Camerini G.B., Florit G. Criteri di valutazione nell'abuso all'infanzia. McGrawHill, Milano 2002)

## Storia
In tutte le società si riscontrano dei sistemi di protezione nei confronti dell'infanzia. Presso gli ebrei, ad esempio, l'abuso sessuale di minori era punito con la pena capitale, mentre per quello compiuto su bambini più piccoli di nove anni bastava la fustigazione, in entrambi i casi la fattispecie rientrava nel diritto pubblico in quanto si pensava che la società ne sarebbe rimasta danneggiata nel suo insieme.
La prima società nazionale per la prevenzione della crudeltà a danno dei fanciulli fu fondata a Londra nel 1884 e assunse delle équipe di ispettori che controllavano le condizioni dei minori nei quartieri a rischio. Per ogni bambino era stilato un rapporto dove la diagnosi principale era costituita dall'incuria mentre le altre forme di abuso rispondevano alla voce «altri torti». In Inghilterra già nel 1888 fu introdotta la “carta dei fanciulli” che estendeva i doveri di custodia fino alla protezione dagli abusi ai minori.
Nel 1892 Papa Leone XIII organizzò il culto della Sacra Famiglia, allora frammentato in una miriade di associazioni private, in un'unica congregazione con lo scopo di diffondere i valori educativi genitoriali in quanto si riteneva che le dottrine dilaganti del liberalismo e del socialismo la stessero corrompendo. Il documento rappresentativo Neminem fugit contiene le linee guida per l'assunzione a modello per la Sacra Famiglia indicando per ogni figura ideale una funzione nella vita reale (per esempio il padre vigilante, la madre sottomessa e il figlio obbediente).
Nel 1913 Albert Mall, dermatologo statunitense, dimostrò che la pratica della masturbazione non inficiava lo sviluppo sessuale come invece erroneamente propugnava l'etica protestante.
Durante il Fascismo l'80% della popolazione viveva in zone rurali, il regime intendeva mantenere tale status quo in ragione della maggiore condizione morale in quanto «gli adulteri, gli abbandoni e le nascite illegittime sono minori che nelle città». Nonostante ciò, non erano rari i casi di abbandono.
L'Opera Nazionale Maternità e Infanzia, a tal proposito, offrì un premio di affiliazione che consisteva in somme di denaro erogate alla coppia sorteggiata che aveva preso in affido uno o più bambini. Dopo il primo o secondo anno, dunque, il minore era dato in affido (affiliazione) o in adozione presso coppie o single, anche all'estero. L'Omni era dotato di personale specializzato, nel ruolo di assistenti sanitarie visitatrici, con il compito di monitorare l'ambiente sociale e sanitario in cui si sviluppava il minore.
Dopo sei anni era affidato all'Ente Nazionale di Promozione Morale del Fanciullo, fondato da Benigno Di Tullio nel 1944, che si occupava di caratteriali tramite i centri provvisori di servizio sociale, eretistico, instabili, immorali, deboli fisici, tramite classi differenziali, mentre quelli che dopo un periodo di osservazione sono riconosciuti recuperabili frequentavano gli “asili scuola”. Dopo il 14º anno il fanciullo dell'istituto socio-assistenziale è riconsegnato alla famiglia d'origine o avviato al lavoro. Nel rapporto privato rientrava anche la donna che era soggetta all'autorità maritale come affermava la sentenza della Cassazione il 14 maggio 1938.
Se la dichiarazione del 1924 pose il bambino in termini di bisognoso di cure, quella del 1959 aggiunse la famiglia d'origine come oggetto di attenzioni da parte dello Stato. L'art. 3 della Dichiarazione dei diritti dell'uomo e del cittadino del 1948 aggiunse tra i diritti fondamentali anche la sicurezza personale. In Italia, tuttavia, lo Stato sociale fascista rimase sostanzialmente integro fino alla seconda metà degli anni settanta, e solo dal 1979 emerse una certa attenzione da parte dei mass-media tramite la trasmissione di una serie di servizi di cronaca su fatti e delitti compiuti in ambito familiare. In altre parole, l'abuso divenne riconosciuto solo grazie all'ausilio dei mezzi d'informazione.
Persone famose abusate furono Hermann Hesse, Franz Kafka e Cicerone che denunciò gli atti incestuosi di Clodio su sua sorella.
Gli studi e le ricerche sul tema dell'abuso e del maltrattamento all'infanzia hanno vissuto varie fasi: se inizialmente l'interesse era focalizzato sull'abuso fisico, tipologia più facilmente riconoscibile poiché lascia segni più evidenti, dagli anni '80 l'attenzione ha iniziato a spostarsi sull'abuso sessuale a danno di minori, mentre solo più recentemente l'abuso psicologico e la trascuratezza sono divenuti oggetto di studio.
In Svizzera, sino agli anni ottanta, le autorità della confederazione, con la motivazione ufficiale di proteggere i minori, di fatto tolsero ai loro genitori che si trovavano in situazioni di disagio o difficoltà migliaia di bambini affidandoli a famiglie spesso operaie o contadine che avevano bisogno di manodopera a basso costo. Questi bambini-schiavi molto spesso furono oggetto di maltrattamenti e a loro non venne assicurata l'educazione.

## Statistiche
Una delle principali conseguenze dell'abuso sui minori è l'allontanamento dall'ambiente d'origine. A tal proposito la Legge 149/2001 stabilisce che nel caso in cui il minore sia vittima di violenza, incuria grave, maltrattamento e abuso il Tribunale per i Minorenni dispone l'allontanamento del minore prevedendone l'inserimento presso una famiglia affidataria o in una comunità di accoglienza.
Secondo dati Eurispes sono 1800 i minori scomparsi in Italia nel 2018 dei cui molti provengono da comunità straniere. Nello stesso anno ci sono state circa 4500 denunce per pedofilia on-line.
Secondo l'Istat nel 2001 ci sono stati 144.000 casi di lavoro minorile specialmente nel mezzogiorno dove alcuni fattori rischio quali l'inadempienza scolastica incidono di più; i settori in cui i minori risultano impiegati sono per il 25% la ristorazione, il 21% negli impieghi domestici, il 14% in agricoltura e, infine, 16.978 bambini sarebbero entrati nel mondo dello spettacolo. Secondo l'Eurispes il 77% degli abusi avviene al domicilio della vittima.
Non meno attuali sono i dati che si riferiscono ad abusi compiuti nelle sette religiose da parte di genitori adepti che introducono i propri figli minorenni per l'iniziazione rituale. I dati della Associazione comunità Papa Giovanni XXIII evidenziano nel 2007 circa 1823 casi di abuso di cui il 42% di vittime minorenni. In Italia ci sarebbero circa 1300 sette esoteriche, la maggior parte concentrate nel centro-nord. Secondo i dati del “114”, l’hot line di emergenza del ministero dell'interno nel 2008 è stato necessario l'intervento delle forze dell'ordine nel 59,4% delle segnalazione, solo nel 3% dei casi sono stati determinanti i servizi scolastici. Al 31 dicembre 2005 gli affidi familiari ammontano a 13.216. Le accoglienze in comunità sono invece di 13.632.

## Evoluzione dell'abuso minorile
La costruzione sociale del problema permette di capire perché un dato fenomeno è accettato in determinate culture mentre è proibito in altre e poi c'è quello di comunicare alla cittadinanza i valori fondamentali della società quali l'unità della famiglia, il lavoro e la religione.
La famiglia rimane la più importante risorsa per il minore perché considerata come ambiente di socializzazione primaria dove si sviluppa e ristruttura la personalità del bambino.
I genitori scelgono modelli educativi verso il bambino non solo in base a un proprio prototipo, se il genitore vede nel bambino se stesso, ma anche come stereotipo quando il bambino è il riflesso delle aspettative che la società riserba una volta diventato adulto.
La continuità dei genitori abusanti comporta l'imitazione e l'accettazione dell'uso della violenza come soluzione dei problemi da parte dei loro figli.
L'aggressività, in particolare, è un sentimento necessario per lo sviluppo umano e familiare in quanto permette di sfogare le proprie frustrazioni e dolori, in altre parole permette di «esprimere l'affermazione di sé e di quanti la negano». Ma se non trova dei mezzi di controllo emozionali adeguati, per le quali sono deputate le istituzioni tradizionali, i minori continueranno a correre seri rischi di abuso. Questa la giustificazione del ciclo dell'abuso: per l’offender la violenza sarà sempre normale. Il dibattito potrebbe continuare all'infinito in ambito filosofico chiedendosi se, ad esempio, la devianza è una tendenza innata nell'essere umano e che nessuna norma la potrà mai controllare oppure se è una scelta razionale dell'individuo conseguente ai condizionamenti esterni.
La protezione dell'infanzia, quindi, è un'idea che trova ancora molti ostacoli a realizzarsi nella società attuale almeno fino a quando predomina l'opinione che occorre intervenire a livello riparativo sul minore.

## Sintomatologia e indicatori di abuso
Nella maggior parte dei casi il genitore punisce il figlio non per impedirgli di compiere qualcosa, quanto semmai per stimolarlo a comportarsi il più possibile conformemente alla sua natura, in questo modo il genitore proietta se stesso sul proprio figlio ovvero ciò che vorrebbe essere.
Ci sono poi alcuni fattori predittivi del comportamento deviante che sono incuria emotiva, scarsa identificazione col padre, violenza su animali e violenze domestiche. L'abuso può essere provocato anche dal consumo di stupefacenti e di bevande alcoliche. Tuttavia a differenza di queste, l'abuso dei mezzi di correzione non si riferisce né a una frequenza che si manifesta nel numero di abusi compiuti nel tempo (per esempio, il consumo di alcool, a lungo andare, può indurre a forme patogene quali la cirrosi epatica), né a una quantità che si esprime con la consistenza dell'abuso (per esempio l'overdose di eroina può essere tanto insidiosa quanto letale).
Se l'abuso è commesso da parte femminile può essere dovuto a una forma di ritorsione contro il partner. A tal proposito si suole indicare nel «complesso di Medea» il tentativo della madre di colpire il padre assente. Se è vero, però, che la femmina acquista la maturità sessuale in anticipo rispetto al maschio, è anche vero che le donne sono le prime vittime della violenza.
Per quanto riguarda i tempi, l'abuso giunge di solito dopo la prima gravidanza quando cioè si percepisce instabile il «sistema di alleanze/coalizioni tra membri della famiglia». Le dinamiche non sono solo attuali ma possono scontrarsi con quelle longitudinali cioè diverse nell'arco del tempo quali per esempio eventi o traumi o relazioni conflittuali trascorse.
In Provincia di Catania, ad esempio, è stato possibile dimostrare che i bambini maltrattati vedono a priori genitori come incapaci di soddisfare i propri bisogni e sentono l'impulso di emanciparsi subito.
Un altro esperimento è stato effettuato con due famiglie in una ricostruzione domestica con telecamere e quindi tenute in osservazione per tre settimane. I risultati hanno dimostrato che i membri devianti che rivolgevano la propria aggressività verso gli altri erano coloro che erano sottoposti a maggiori pressioni dalla famiglia. Anche se dietro gli incidenti domestici si nascondeva «la volontà latente del bambino autolesionista». Inizialmente si pensò che questo problema fosse di natura congenita fin quando Frederic Silverman riuscì a estrapolare delle confessioni ai genitori abusanti.
Non sempre le Istituzioni pubbliche garantiscono la protezione dell'infanzia. L'eccessiva attenzione del sistema sanitario, per esempio, ha prodotto delle nuove forme di abuso cd. chemical abuse che è la somministrazione di medicine a bambini che crea anche un danno psicologico in quanto dà adito a dipendenze. Se il bambino ha dei disturbi o non mangia con frequenza potrebbe essere dovuto a disarmonia dei genitori e a rapporti di tensione la soluzione potrebbe essere di cambiare l'ambiente in senso propositivo.
Dopo aver subito l'abuso, «il bambino non vuole crescere, ma desidera l'annullamento». In alcune scuole è stato dimostrato che il modo con il quale il bambino esprime la propria creatività, ad esempio, la presenza o meno delle pupille degli occhi (il bambino non cerca lo sguardo della madre), l'omissione delle mani, la presenza di artigli al posto delle mani, l'ordine sparso delle figure parentali sulla scena, sono indicatori di abuso nella valutazione del disegno.

## Terapia e riabilitazione
Il ricovero in ospedale può avvenire su invio del pronto soccorso, oppure, su proposta del pediatra di libera scelta e più essere in degenza, a breve o a lungo termine, e in day hospital. Durante la degenza il genitore del bambino ha diritto di essere informato sul trattamento, ad accedere alle informazioni relative alla cartella clinica, con rilascio di copia in carta semplice, e, inoltre, ha diritto a richiedere la presenza di un sostituto anche in orari diversi da quelli di vista.
L'organo di governo predispone determinati spazi e tempi per i contatti con il pubblico. Tutta la documentazione è archiviata presso l'ufficio delle cartelle cliniche del presidio ospedaliero. Ogni operatore assume un ruolo che ne evidenzia le specificità: medici e dirigenti, caposala e capotecnico, infermieri, pediatri, ostetriche, tecnici di laboratorio, operatori socio sanitari, ausiliari, tecnici amministrativi, ecc.
Il pediatra, in particolare, è il gatekeeper dei minori cioè colui che regola l'accesso della gran parte delle risorse sanitarie. In caso di sospetto generico si chiede una consulenza al servizio sociale senza l'obbligo di informare i genitori. In caso di sospetto fondato si invia una denuncia scritta al Tribunale per i minorenni o alla Procura della Repubblica. In un tale sistema il personale medico ha ampia discrezionalità sui modo e i tempi di accesso alle cure perché insiste sulla variabilità della pratica clinica che quindi non risponde più ai reali bisogni delle persone bensì alle politiche sanitarie e sociali.
Prima di inoltrare la segnalazione al tribunale occorre che l’équipe formuli un'ipotesi di abuso e che la diagnosi sia congiunta, occorre, quindi, avvalersi di un'unità apposita (UVM) perché un solo fattore può essere fuorviante. Il test non si rivela sempre attendibile in quanto le cifre, da sole, non sono significative se non sono sottese a un'adeguata interpretazione nonché una discreta quantità di intuizione.
L'UVM può decidere di inviare il minore presso una comunità di accoglienza o Casa famiglia cioè un ritrovo di famiglie che operano secondo il metodo dell'auto mutuo aiuto:
(Paolo Ramonda)
 Anche secondo Litman «la famiglia è il più importante contesto sociale dove si manifesta l'educazione alla salute».
In casi estremi il minore non è più allontanato da casa, in modo da rimediare ai danni del foster care drift cioè alla sindrome del “bambino pacco” che è trasferito da una famiglia all'altra.
Per quanto riguarda il trattamento sui genitori si suole distinguere tra «famiglie multi-problematiche croniche» e «famiglie a rischio», la differenza consta nel fatto che sussistano patologie conclamate, nella permanenza del utente in carico al servizio e nella presenza di minori a rischio. Secondo l'autore il problema non è evitare che l'utente si ammali bensì impedire la cronicizzazione da cui non è possibile tornare con la conseguente gravità del costo sul servizio. L'integrazione socio-sanitaria è un problema d'investimento ancorché di costi, per esempio, l'investimento in unità valutative per l'abuso potrebbe essere maggiormente produttivo e utile rispetto a l'assistenza economica degli enti locali.
Più controversa, invece, l'introduzione di un'iniziativa che dovrebbe servire a combattere l'isolamento delle coppie e a incrementare il capitale sociale della zona di residenza neighborhood based approach. La legge 14.02.01 n. 154 “Misure contro la violenza nelle relazioni familiari” permette alla vittima di beneficiare di un assegno e di chiedere l'allontanamento del soggetto deviante dal domicilio.

## Politiche di contrasto dell'abuso minorile
La domanda di salute per minori vittime di abusi si compone di due livelli:
1. “comportamentale” in cui la domanda dipende dalla combinazione di una serie di variabili riconducibili sia a bisogni «percepiti che a quelli valutati»[37].
2. “strutturale” che non ha niente a che vedere con il bisogni di cura in sé, quanto piuttosto con una serie di elementi che possono determinare un miglioramento dello stile di vita e che afferiscono alla prevenzione dell'abuso. A causa della permanente inflazione della domanda di salute causata dal sistema finanziario pubblico, le pretese di compartecipazione alla spesa fungono più che altro come disincentivo della domanda piuttosto che come regolamentazione del bilancio. A tal proposito si verifica un'irriducibile tensione tra domanda e offerta che si aggiunge al conflitto tra interessi istituzionali e quelli individuali. Al fine di risolvere questi conflitti la pratica clinica, e più specificatamente la pratica organizzativa, ricorre alla cd. «standardizzazione» cioè la specializzazione e il coordinamento del lavoro al fine di segmentare l'utenza in categorie omogenee[38].

Presso ogni servizio sociale, oltre a disporre di una propria hotline, funziona un'Unità di Valutazione Multidisciplinare (UVM) coordinato da un case manager che:
- interviene in tutte le situazioni dove c'è un decreto del Tribunale per i minorenni
- valuta il tipo di abuso, i danni e le risorse dei genitori (due équipe separate per genitori e per il bambino)
- sostegno psicologico alla famiglia di origine e a quelle affidatarie
- si occupano di formazione e supervisione degli operatori che lavorano sul territorio e dei docenti della scuola dell'obbligo
- promuovono la cultura dell'infanzia

Gli interventi per adolescenti abusati, inoltre, comprendono iniziative tese ad emancipare il minore dalla famiglia:
- borse lavoro
- tutor a domicilio
- assegno di cura a chi ne fa le veci

In alcuni paesi europei, ad esempio in Francia, sono stati attivati dei corsi di educazione sessuale per genitori. A tal proposito, la rivista “Collaboriamo” di Associazione dei Genitori (AGE) presenta una serie di moduli didattici sull'educazione sessuale scolastica che non si sofferma solo alle nozioni sull'apparato riproduttivo ma introducono il discente ad una sana e corretta socializzazione sessuale. L'educazione sessuale si apprende in famiglia quando i figli vedono «papà e mamma che si desiderano, si cercano … con delle piccole attenzioni».
Oltre alle politiche di prevenzione e di contrasto, vi sono poi degli interventi tesi al recupero dei genitori devianti. Tra gli scopi di queste iniziative c'è implicitamente anche quello di incrementare la domanda sociale degli offender togliendoli dal circuito penale.
Negli Stati Uniti, recentemente, sono stati sperimentati alcuni programmi che assistono il minore pur garantendo l'integrità del nucleo familiare quali gli Homebuilders. In America, inoltre, è stata introdotta la legge Megan law (dal nome dal caso di una bambina abusata), che obbliga gli stati a censire i pregiudicati con reati di abuso, specialmente sessuali e di renderli noti al pubblico. Attualmente ogni Stato è dotato di un registro al quale si può accedere compilando un'apposita richiesta on line. Questa iniziativa ha provocato non poche controversie in seno all'ambiente politico in quanto se da una parte serve a tutelare le famiglie dagli abusi, d'altro canto viola la privacy e produce nuovi pregiudizi.

## Aspetti legali

### In Italia
- Codice Penale:
  - art. 564 “Incesto”;
  - art. 570 “Violazione degli obblighi di assistenza familiare”;
  - art. 571 “Abuso dei mezzi di correzione e di disciplina”;
  - art. 572 “Maltrattamenti in famiglia e verso fanciulli”;
  - art. 591 “Abbandono di minorenni o di incapaci”;
  - art. 609 “Corruzione di minorenne”;
- Codice di Procedura Penale:
  - art. 331 “Denuncia da parte di pubblici ufficiali o incaricati di pubblico servizio”;
  - artt. 361-362 “Sanzioni per l'omissione di denuncia”;
  - art. 398 “Testimonianza del minore”;
- Codice Civile:
  - art. 147 “Diritto al mantenimento”;
  - art. 155 “Provvedimenti riguardo ai figli”;
  - art. 330 “Decadenza della potestà genitoriale”;
  - art. 333 “Condotta del genitore pregiudizievole”;
  - art. 403 “Interventi della pubblica autorità”;
  - art. 402 “Poteri tutelari spettanti agli istituti di assistenza”.
- Costituzione della Repubblica:
  - art. 29 “Diritti della famiglia”;
  - art. 30 “Doveri dei genitori”;
  - art. 31 “Protezione dell'infanzia”;
  - art. 38 “Diritto all'assistenza sociale”.
- L. 05.02.1992 n. 104 “Protezione dei minori disabili”.
- L. 28.08.1997 n. 285 “Disposizioni per la promozione di diritti e di opportunità per l'infanzia e l'adolescenza”.
- L. 03.08.98 n. 269 “Norme contro lo sfruttamento sessuale e la pornografia minorile”.
- L. 06.02.2006 n. 38 “Disposizioni in materia di lotta contro lo sfruttamento sessuale dei bambini e la pedo-pornografia anche a mezzo internet”